# Urbinii
La gens Urbinii est une famille plébéienne de la Rome antique. Quelques membres de cette gens sont mentionnés par les écrivains romains et d'autres sont connus par des inscriptions.

## Origine
Le nomen Urbinius appartient à une classe de gentilice formée à l'origine de cognomen se terminant par -inus. Le patronyme Urbinus faisait probablement référence à un natif d'Urbinum en Ombrie.

## Membres
- Gaius Urbinius, questeur en 74 av. J.-C., a servi sous Quintus Caecilius Metellus Pius en Hispania Ulterior[2],[3].
- Urbinius Panopion, proscrit par le Second Triumvirat, fut sauvé par un de ses esclaves avec lequel il échangea les vêtements et fut tué à sa place[4],[5].
- Urbinia, une femme dont la succession était contestée par Clusinius Figulus, qui prétendait être son fils, et engagea l'avocat Labienus pour le représenter contre les héritiers d'Urbinia, représentés par Gaius Asinius Pollio. Quintilien décrit une astuce d'Asinius, qui impliquait que le cas de Figulus était faible et celui de Labienus le plus fort[6],[a 1],[7].
- Lucius Urbinius Quartinus, originaire d'Afrique, était soldat dans la garde prétorienne, où il servit au siècle de Faenius Justus. Il fut enterré à Misène en Campanie, âgé de soixante ans, après avoir servi pendant vingt-cinq ans, dans un tombeau construit par Lucius Valerius Saturninus, datant du IIe  ou de la première moitié du IIIe siècle[8].
- Marcus Urbinius Rufus, natif de Dacie, dédia une tombe à Misenum, datant du milieu du IIe  au milieu du  IIIe siècle, à son compagnon d'armes, Cassius Albanus, natif de Corse, âgé de trente ans et deux mois et deux jours[b 1].
- Gaius Urbinius Victor, enterré dans une tombe du IIIe siècle à Gênes en Ligurie[b 2].

### Urbinii non datés
- Urbinius Micssi[...] enterré à Ad Aquas Caesaris en Afrique Proconsularis, âgé de quatre-vingts ans, ainsi que Su[...]cia Rogata, âgée de trente ans[b 3].
- Urbinius Sic[...], cité dans une inscription en poterie de Germania Inferior[9].